# Статистика Бозе — Эйнштейна
Статистика Бо́зе — Эйнште́йна — квантовая статистика, применяемая к системам тождественных бозонов (частиц с нулевым или целочисленным спином), к которым относятся, например, фотоны и атомы гелия-4. Определяет среднее число бозонов {\displaystyle n_{i}} в состояниях с заданной энергией {\displaystyle \varepsilon _{i}} в системе, находящейся в термодинамическом равновесии: 
{\displaystyle n_{i}={\frac {g_{i}}{\exp \left({\dfrac {\varepsilon _{i}-\mu }{kT}}\right)-1}}},
где {\displaystyle g_{i}} — кратность вырождения (количество состояний частицы с энергией {\displaystyle \varepsilon _{i}}), {\displaystyle \mu } — химический потенциал, {\displaystyle k} — постоянная Больцмана, {\displaystyle T} — абсолютная температура. Если {\displaystyle g_{i}=1}, то функция числа заполнения уровней частицами называется функцией Бозе — Эйнштейна:
{\displaystyle F(\varepsilon ,T)={\frac {1}{\exp \left({\dfrac {\varepsilon -\mu }{kT}}\right)-1}}}.
Предложена в 1924 году Шатьендранатом Бозе для описания фотонов. В 1924—1925 гг. Альберт Эйнштейн обобщил её на системы атомов с целым спином. 

## Свойства статистики Бозе — Эйнштейна

Сравнение значений в статистике Бозе — Эйнштейна, Ферми — Дирака и Максвелла.

Функция Бозе — Эйнштейна обладает следующими свойствами:
- безразмерна;
- определена только для энергий {\displaystyle \varepsilon } превышающих {\displaystyle \mu };
- принимает вещественные значения в диапазоне от 0 до {\displaystyle +\infty };
- убывает с энергией;
- убывание становится более резким при понижении температуры;
- при высоких температурах и/или низких концентрациях частиц переходит в статистику Максвелла — Больцмана;
- в пределе {\displaystyle kT\gg \varepsilon -\mu } переходит в распределение Рэлея {\displaystyle F=kT/(\varepsilon -\mu )}.

## Сравнение со статистикой Ферми — Дирака
Функция Бозе — Эйнштейна имеет сходство с функцией Ферми — Дирака, применяемой для описания системы тождественных фермионов — частиц с полуцелым спином, подчиняющихся принципу Паули (одно квантовое состояние не может быть занято более чем одной частицей). 
Различие состоит в вычитании единицы в знаменателе, в то время как в формуле Ферми-Дирака на этом месте стоит знак плюс. В результате вид {\displaystyle F(\varepsilon ,T)} для двух статистик при энергиях около и ниже химического потенциала существенно неодинаков. При высоких же энергиях {\displaystyle \varepsilon } обе статистики близки и совпадают с классической максвелловской статистикой {\displaystyle F=\exp[(\mu -\varepsilon )/kT]}.

## Математический и физический смысл
Функцией Бозе — Эйнштейна {\displaystyle F(\varepsilon ,T)} задаются числа заполнения (англ. occupancy factor) квантовых состояний. Она нередко называется «распределением», но с точки зрения аппарата теории вероятностей не является ни функцией распределения, ни плотностью распределения. Также она не может трактоваться как некая вероятность.  
Давая информацию о заполненности состояний, функция {\displaystyle F(\varepsilon ,T)} ничего не говорит о наличии этих состояний. Для систем с дискретными энергиями набор их возможных значений задаётся перечнем {\displaystyle \varepsilon _{1}}, {\displaystyle \varepsilon _{2}} и т.д., а для систем с непрерывным спектром энергий состояния характеризуются «плотностью состояний» {\displaystyle \rho (\varepsilon )} (Дж-1 или Дж-1м-3). 

## Применение статистики Бозе — Эйнштейна
Статистикам Ферми — Дирака и Бозе — Эйнштейна подчиняются системы тождественных частиц, в которых нельзя пренебречь квантовыми эффектами. Квантовые эффекты проявляются при значениях концентрации частиц {\displaystyle (N/V)\geq n_{q}}, где {\displaystyle n_{q}} — так называемая квантовая концентрация, при которой среднее расстояние между частицами равно средней волне де Бройля для идеального газа при заданной температуре. При концентрации {\displaystyle n_{q}} волновые функции частиц «касаются» друг друга, но практически не перекрываются. 
Условиями применения статистики Бозе — Эйнштейна являются слабость межчастичного взаимодействия в системе (случай идеального квантового газа) и температура ниже температуры вырождения. 
Статистика Бозе — Эйнштейна (так же как и статистика Ферми — Дирака) связана с квантовомеханическим принципом неразличимости тождественных частиц. Однако статистике Ферми — Дирака подчиняются фермионы (частицы, для которых справедлив принцип запрета Паули), а статистике Бозе — Эйнштейна — бозоны. Поскольку квантовая концентрация растёт с увеличением температуры, большинство физических систем при высоких температурах подчиняется классической статистике Максвелла — Больцмана. Исключениями являются системы с очень высокой плотностью, например, белые карлики. 
Бозоны, в отличие от фермионов, не подчиняются принципу запрета Паули — произвольное количество частиц может одновременно находиться в одном состоянии. Из-за этого их поведение сильно отличается от поведения фермионов при низких температурах. В случае бозонов при понижении температуры все частицы будут собираться в одном состоянии, обладающем наименьшей энергией, формируя так называемый конденсат Бозе — Эйнштейна.

## Вывод и описание
Гамильтониан системы невзаимодействующих частиц равен сумме гамильтонианов отдельных частиц. Собственные функции гамильтониана системы представляются как произведение собственных функций гамильтонианов отдельных частиц. А собственные значения гамильтониана (энергия) системы равны сумме энергий (собственных значений гамильтонианов) отдельных частиц. Если на данном энергетическом уровне {\displaystyle \varepsilon _{i}} находится {\displaystyle n_{i}} частиц, то энергия системы есть взвешенная сумма
{\displaystyle E=\sum _{i=0}^{\infty }n_{i}\varepsilon _{i}}, а волновая функция системы есть произведение
{\displaystyle \psi (r)=\psi (r_{1},r_{2},...,r_{n})=\psi _{i_{1}}(r_{1})\psi _{i_{2}}(r_{2})...\psi _{i_{n}}(r_{n})},
где {\displaystyle \psi _{i_{k}}} — волновая функция для энергетического уровня {\displaystyle \varepsilon _{i_{k}}}.
Общая формула вероятности состояния системы с данным энергетическим уровнем определяется следующим образом (большой канонический ансамбль):
{\displaystyle W(E)=e^{\frac {\Omega +\mu n-E}{\Theta }}g(E),}
где {\displaystyle g(E)} — кратность вырождения данного уровня энергии.
Для описанной выше волновой функции перестановка координат меняет волновую функцию, то есть перестановка координат создает новое микросостояние. То есть выбор такой волновой функции предполагает микроскопическую различимость частиц. Однако макроскопически они соответствуют одному и тому же состоянию. Поэтому для такой волновой функции при характеристике макросостояний необходимо вышеуказанную формулу разделить на {\displaystyle n!} для исключения многократного учета одного и того же макросостояния в статистической сумме.
Однако, необходимо учесть, что, как известно, произвольная линейная комбинация волновых функций тоже является решением уравнения Шредингера. В силу тождественности частиц, то есть их микроскопической неразличимости, необходимо выбрать такую линейную комбинацию, чтобы перестановка координат не меняла волновую функцию, то есть
{\displaystyle \psi =\sum _{P}P\psi ,}
где {\displaystyle P} — операция перестановки координат частиц. Кроме того, по теореме Паули для бозонов волновые функции симметричны, то есть умножение на минус единицу координат также не меняет волновую функцию. Такие волновые функции описывают невырожденные состояния, поэтому {\displaystyle g(E)=1}. Кроме того, отпадает вышеуказанная необходимость деления на {\displaystyle n!}, поскольку для выбранной волновой функции перестановки не приводят к новым микросостояниям. Таким образом, окончательно можно выразить вероятность данного состояния следующим образом через числа заполнения {\displaystyle n_{l}}:
{\displaystyle W(n_{0},n_{1},...)=e^{\frac {\Omega +\sum _{l=0}^{\infty }n_{i}(\mu -\varepsilon _{i})}{\Theta }}.}
Отсюда можно показать, что
{\displaystyle \Omega =\Theta \sum _{i=0}^{\infty }\ln(1-e^{(\mu -\varepsilon _{i})/\Theta }).}
Среднее число частиц в заданном состоянии можно выразить через эту величину как частную производную (с противоположным знаком) по {\displaystyle \mu _{i}} условно полагая, что {\displaystyle \mu } различаются для каждого {\displaystyle i}. Тогда для среднего числа частиц в заданном состоянии согласно статистике Бозе — Эйнштейна, получаем
{\displaystyle {\overline {n}}_{i}={\frac {1}{e^{(\varepsilon _{i}-\mu )/kT}-1}},}
где {\displaystyle \varepsilon _{i}>\mu }, {\displaystyle n_{i}} — количество частиц в состоянии {\displaystyle i}, {\displaystyle \varepsilon _{i}} — энергия состояния {\displaystyle i}.

## Вариации и обобщение
- Если в отрицательном биномиальном распределении параметр {\displaystyle r} — целое число, последнее распределение становится обобщенным распределением Бозе-Эйнштейна [2].
- Если в отрицательном биномиальном распределении параметр {\displaystyle r=1}, то отрицательное биномиальное распределение становится геометрическим распределением. Последнее распределение является распределением Бозе-Эйнштейна для одного источника (a single source)[2].